# Snurfer
Snurfer byl první předchůdce snowboardu. Snurfer vynalezl v roce 1965 Sherman Poppen. Hledal přes zimu zábavu pro své děti, když ho jeho jedenáctiletá dcera inspirovala jízdou na saních ve stoje k sestrojení zvláštního prkna - snurferu. Nejprve sešrouboval dvě lyže k sobě, později nahradil běžné lyže vodními a na špičku přimontoval provázek, který jezdec držel při jízdě. Tímto provázkem byl snurfer ovládán. Poppenova žena tento vynález nazvala „snurfer“ a jeho děti si ho brzy oblíbily.
Brzy chtěli i kamarádi jeho dětí vlastní snurfery a postupně vznikal zájem o tyto výrobky. Poppen prodal licenci firmě Brunswick Corporation, která vyráběla snurfery komerčně. Maloobchodní cena byla okolo $10-$30. V letech 1966-1976 prodal Poppen půl milionu snurferů.
Poppen v 70. letech uspořádal závody v jízdě na snurferu, kterých se zúčastnili jezdci z celé Ameriky.